# McGruff the Crime Dog
McGruff the Crime Dog è un personaggio di finzione popolarissimo negli Stati Uniti.
È un cane antropomorfico creato dal National Crime Prevention Council per essere usato dalla polizia statunitense con l'obiettivo di sensibilizzare i bambini sul problema della criminalità.
McGruff è stato protagonista di pubblicità, canzoni e libretti realizzati dall'associazione no profit, rivolti ad un pubblico infantile e incentrati su droga, bullismo, sicurezza e sull'importanza di continuare gli studi. Il personaggio è famoso anche per il motto "Take a bite out of crime !".
Apparso anche sotto forma di pupazzo e animato in alcune occasioni da ufficiali di polizia che ne indossavano il costume, è stato creato nel 1980 dal pubblicitario Jack Keil (che l'ha anche doppiato) e il nome è stato scelto attraverso un concorso vinto da un ufficiale di polizia di New Orleans. Recentemente Keil ha annunciato che al suo ritiro il personaggio sarà doppiato dal sergente Steve Parker del dipartimento di polizia di Iowa.

## McGruff House
La McGruff House è una serie di case di rifugio per bambini in pericolo che usano il personaggio come marchio.

## Citazioni
- Nel cartone animato I Griffin, (nella puntata La sottile linea bianca) il cane Brian interpreta per l'occasione il personaggio di McGriffin. Con questo personaggio-parodia il cane parlante protagonista della serie avverte i bambini dei problemi relativi all'uso di droga, pur essendone anche lui un utilizzatore. Sempre Brian, nell'episodio Crimime di Natale della ventesima stagione, afferma di essere stato brevemente la spalla di McGruff. Segue una clip di una delle pubblicità pubbliche più famose di McGruff, a cui è stato però aggiunto Brian.
- Nel 23º episodio della sesta stagione de I Simpson (Il braccio violento della legge a Springfield) Marge, temporaneamente divenuta agente di polizia, mostra a Lisa un pupazzo che chiama "McGriff il cane anti-crimine".
- È citato nella canzone "McGruff the crime dog" nell'album "Never Breathe What You Can't See" di Jello Biafra e the Melvins (2004).